# Амасья (ил)
Амасья (тур. Amasya) — ил на севере Турции.

## География
Ил Амасья граничит с илами: на востоке — Токат, на севере — Самсун, на западе — Чорум, на юге — Йозгат.
Территория ила расположена в среднем течении реки Ешильырмак (бассейн Чёрного моря).

## Население
Население: 365 231 жителей (2009).
Крупнейшие города: Амасья (74 тыс. жителей в 2000 году), Мерзифон.

## Административное деление

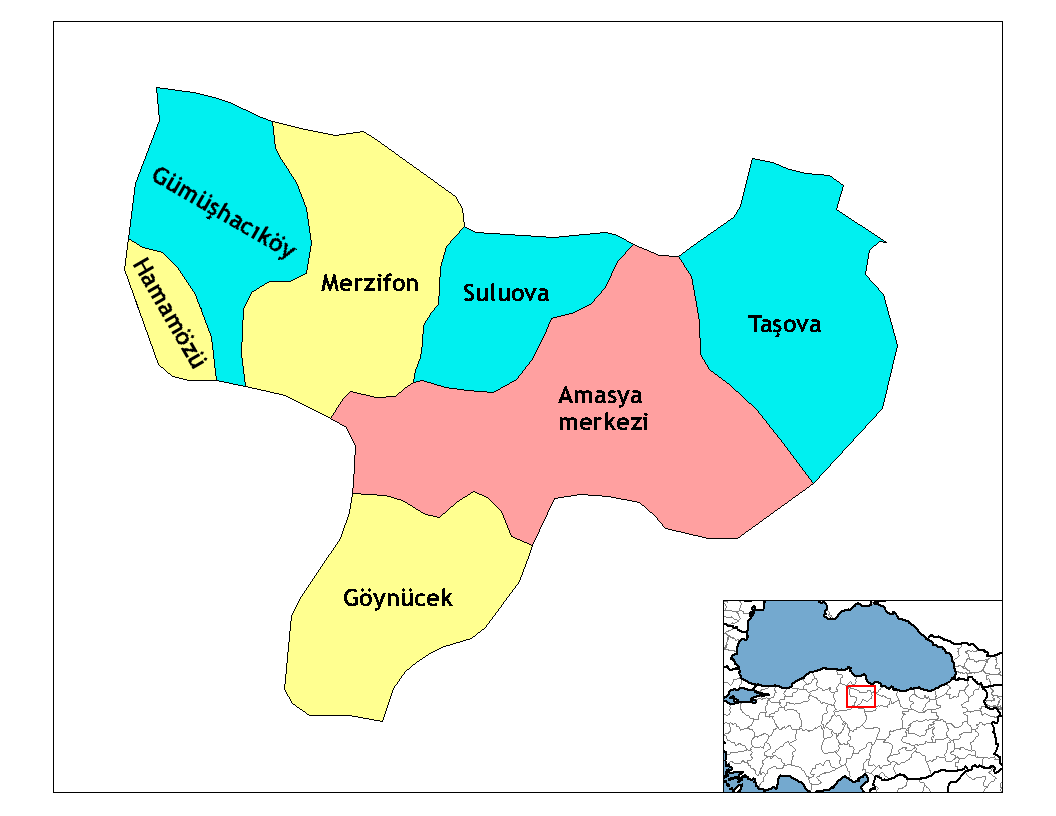

Ил Амасья делится на 7 районов:
1. Амасья (тур. Amasya)
2. Гёйнюджек (тур. Göynücek)
3. Гюмюшхаджыкёй (тур. Gümüşhacıköy)
4. Хамамёзю (тур. Hamamözü)
5. Мерзифон (тур. Merzifon)
6. Сулуова (тур. Suluova)
7. Ташова (тур. Taşova)

## Экономика
В иле Амасья выращиваются яблоки, табак, персики, вишня, окра.